# Кошарка на Летњим олимпијским играма 1984.
Кошаркашки турнир на Летњим олимпијским играма одржаним 1984. године је једанести по реду званични кошаркашки турнир на Олимпијским играма, а трећи по реду кошаркашки турнир на Олимпијским играма на којем су учествовале жене. Турнир је одржан у Форуму у Инглвуду, САД.
Ове олимпијске игре је обележио бојкот СССР који се реванширао Американцима за бојкот игара у Москви. Одлука о неучествовању образложена је наводним „безбедносним разлозима“, а бојкоту се придружило још 18 земаља тадашњег источног блока (сви сем Румуније).

## Освајачи медаља
| Дисциплина | Злато            | Сребро       | Бронза      |
| ---------- | ---------------- | ------------ | ----------- |
| Мушкарци   | Сједињене Државе | Шпанија      | Југославија |
| Жене       | Сједињене Државе | Јужна Кореја | Кина        |

## Учесници

### Мушкарци
| - Аустралија - Бразил - Египат - Италија - Југославија - Канада | - Кина - Западна Немачка - Француска - Сједињене Америчке Државе - Уругвај - Шпанија |

### Жене
- Аустралија
- Југославија
- Канада
- Кина
- Јужна Кореја
- Сједињене Америчке Државе